# Deinodrilus montanus
Deinodrilus montanus är en ringmaskart som beskrevs av Lee 1959. Deinodrilus montanus ingår i släktet Deinodrilus och familjen Acanthodrilidae. Inga underarter finns listade i Catalogue of Life.